# Озерская волость (Тверская губерния)
Озерская волость — волость в составе Калязинского уезда Тверской губернии Российской империи и РСФСР, а также Ленинского уезда Московской губернии РСФСР. Существовала до 1929 года. Центром волости была деревня Озерское.
По данным 1888 года к Озерской волости относилось 51 селение, крупнейшими из которых были село Глебово (487 жителей), деревни Озерское (434 жителя) и Волосово (505 жителей). Средняя величина семьи составляла 5,7 человека, на каждую приходилось 10,3 десятин землевладения.
Площадь территории волости составляла 269 квадратных вёрст, абсолютное число жителей — 9539 человек.
Постановлением президиума ВЦИК от 15 августа 1921 года Озерская волость, вместе с шестью другими волостями Калязинского уезда, была включена в состав образованного Ленинского уезда Московской губернии.
В 1923 году в волости было 14 сельсоветов, после их укрупнения и реорганизации к 1929 году осталось 9 сельсоветов: Волосовский, Глебовский, Дьяконовский, Жизнеевский, Климовский, Кошелёвский, Озерский, Пантюховский и Черковский.
По материалам Всесоюзной переписи 1926 года численность населения 64 населённых пунктов волости составила 8198 человек (3465 мужчин, 4733 женщин), насчитывалось 1868 хозяйств, среди которых 1572 крестьянских. В деревнях Волосово, Жизнеево, Заречье, Климово, Пантюхово, Ульянцево, Никола-Хотча, Черково, в селе Глебово и погосте Георгий Хотча имелись школы 1-й ступени, в деревне Озерское располагались волостной исполнительный комитет, кредитное сельскохозяйственное товарищество, библиотека, изба-читальня и школа.
В ходе реформы административно-территориального деления СССР в 1929 году Озерская волость была упразднена, а её территория разделена между Ленинским и Нерльским районами Кимрского округа Московской области.